# L'Aube du monde
Pour plus de détails, voir Fiche technique et Distribution.
L'Aube du monde est un film dramatique produit en 2008 et réalisé par le cinéaste franco-irakien Abbas Fahdel.

## Synopsis
Avant de mourir, un jeune soldat irakien fait promettre à un membre de son unité d'aller trouver son épouse et de se marier avec elle.
À 10 ans, Zahra, fillette d'un village du Sud de l'Irak, offre son miroir fétiche à son cousin Mastour, qui promet de l'épouser quand ils seront adultes et de fuir le service militaire pour rester auprès d'elle. Sept ans plus tard, les deux jeunes gens vivent leur nuit de noces mais Zahra, craintive, repousse son mari. Quand une patrouille de l'armée de Saddam Hussein arrive pour recruter des soldats pour la  guerre du Golfe, Mastour doit partir, alors que le mariage n'a pas été consommé. Plus tard, son unité est décimée et il se retrouve à errer dans le désert avec Riad, un de ses coéquipiers. Lorsqu'il saute sur une mine, il remet le miroir à Riad, à qui il demande de rejoindre Zahra et de l'épouser...

### Toile de fond historique
Le film a pour toile de fond historique la guerre Iran-Irak, la guerre du Golfe (1990-1991), l'Insurrection en Irak de 1991 et la répression qui s'en était suivie à l'encontre notamment des Arabes des marais. Qualifiée de génocide, cette répression faisait partie des actes d’accusations dont Saddam Hussein devait répondre devant le Tribunal spécial irakien.

## Autour du film

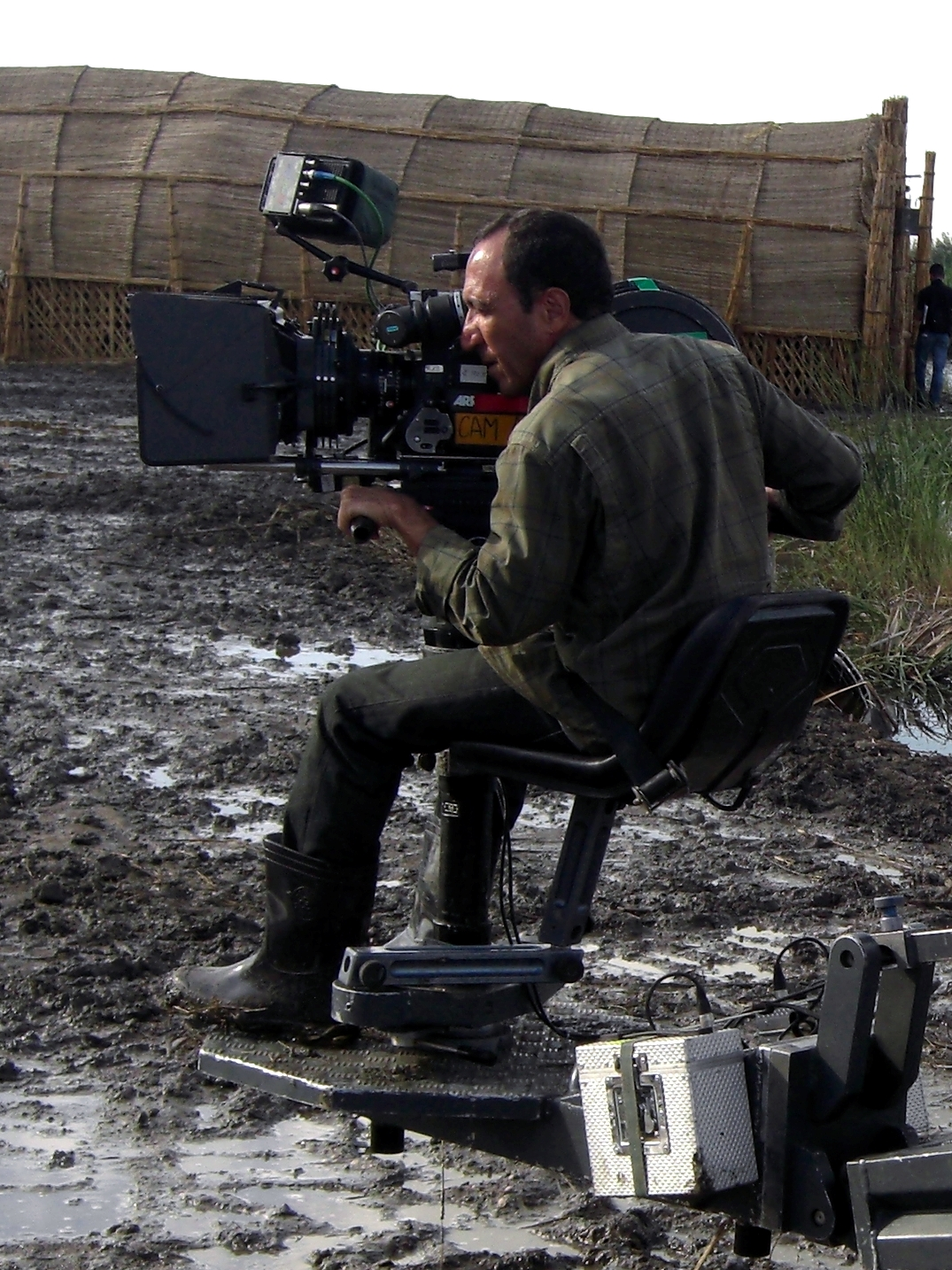
Le réalisateur Abbas Fahdel sur le tournage de L'Aube du monde

## Cadre géographique
Le film a pour cadre géographique la région des grands marais du delta du Tigre et de l’Euphrate, où se situait selon la légende le Jardin d'Éden biblique. C’est dans ce paysage d'aube du monde que vivent les Arabes des marais, de la même façon aujourd’hui qu’il y a 5 000 ans. C’est là aussi que se sont réfugiés les vaincus des batailles épiques qui ont marqué l’histoire de la Mésopotamie depuis Sumer et Babylone, et plus récemment les milliers de déserteurs irakiens de la guerre Iran-Irak et les survivants de l'insurrection en Irak de 1991. Pour faire disparaitre de la carte ce sanctuaire difficile à contrôler, Saddam Hussein avait ordonné d'assécher les marais, provoquant un désastre écologique qui sera qualifié par Klaus Töpfer (directeur exécutif du PNUE, Programme des Nations unies pour l'environnement) de « catastrophe environnementale majeure qui restera dans la mémoire de l'humanité comme l'un des pires désastres environnementaux orchestrés par l'homme.»